# Тури, Юхан
Юхан Тури (также Йохан Туури, в шведских переписях населения Йоханнес Олофссон Туури или Йоханнес Олссон Туури; род. 10 марта 1854, Кёутукейну, графство Финнмарк, Норвегия — 30 ноября 1936, приход Юккасъярви, диоцез Лулео, Швеция) — первый саамский писатель, описавший условия жизни саамского народа.
Его первая книга называлась «Muitalus sámiid birra» (рус. «Сказ о саамах») и рассказывала о жизни людей, занимающихся оленеводством в регионе Юккасъярви на севере Швеции в начале XX века.

## Биография
После закрытия границы Российской империи в Северном Калотте в 1880-х годах Тури переселился в Швецию, обосновавшись в деревне Тальма-Самби.
В течение многих лет он стремился создать книгу о жизни горных саамов, научившись грамоте во взрослом возрасте без школьного образования. Изначально писавший на финском языке (считая саамский непригодным для успеха), Тури позднее перешел на родной северосаамский диалект Каутокейно, встретив непонимание окружения. В 1904 году знакомство с датской писательницей Эмилией Демант-Хатт, желавшей прожить год среди саамов, изменило его планы: он помог ей, а она пообещала содействовать его проекту. В 1907 году они совместно переехали в казармы Турнетреск, где Тури писал текст, а Демант-Хатт вела хозяйство и редактировала рукопись. Завершенное через несколько месяцев произведение «Muittalus sámid birra» (с иллюстрациями автора) было упорядочено Демант-Хатт, издано в 1910 году при содействии Ялмара Лундбома (менеджера LKAB, Кируна) на двух языках: саамском с параллельным датским переводом. Шведская версия в переводе Свена Карлена и К. Б. Виклунда вышла в 1917 году.
«Muittalus sámid birra» позже была переведена на английский, немецкий, венгерский, японский, итальянский, французский и финский языки.
Позднее, в 1931 году, была опубликована его вторая книга «Sámi deavsttat / Från fjällen» (со швед. буквально «С гор»), где Тури описал охотничьи экспедиции, миграции оленей и два зимних путешествия: 1913 года (Кируна — Порсангер-фьорд, Норвегия) и 1914 года (в Петсамо, Россия), совершенные совместно с английским писателем Фрэнком Хеджесом Батлером и фотографом Боргом Мешом. Выступая переводчиком и помощником, Тури столкнулся с неопытностью Батлера в арктических условиях — в частности, детально описал рискованные попытки обучения его лыжному спуску, заметив: «...я сильно боялся за свою жизнь, ибо если бы этот большой, толстый господин упал на меня, он бы раздавил меня, маленького листка бумаги». Издание сохранило оригинальный текст автора. Также совместно с племянником Пером Тури (младше его на 31 год) он участвовал в создании сборника «Samiska texter» (1918–1919), изданного Эмилией Демант-Хатт и К. Б. Виклундом в Копенгагене. Тексты обоих авторов на саамском языке сопровождались параллельными английскими переводами; при этом своеобразное правописание Йохана Тури было нормализовано Виклундом согласно нормам норвежско-саамской орфографии того времени, тогда как работы Пера Тури опубликованы с минимальной правкой пунктуации.
В 1934 году Йохан Тури был награждён Королевской золотой медалью восьмого размера за свой литературный вклад.
После смерти Тури Эмили Демант-Хатт в 1940 году передала в дар Северному музею ряд книг.
Тури был похоронен на кладбище Юккасъярви 3 января 1937 года.